# Expansió de l'Antiga Confederació Suïssa
L'expansió de l'Antiga Confederació Suïssa és el període de la història de Suïssa que abasta aproximadament des de la creació de les primeres aliances entre regions, a 1291, fins a l'entrada de la Reforma Protestant en la ja madura Antiga Confederació Suïssa, el 1516. Aquesta època es va caracteritzar en els territoris alpins per l'establiment d'aliances, en un principi febles, entre un nombre creixent de regions i el seu progressiu enfortiment fins a formar un estat independent de la resta de les potències.
Va començar com una aliança entre les comunitats de les valls dels Alps centrals per facilitar la satisfacció dels interessos comuns com el lliure comerç i per assegurar la pau al llarg de les importants rutes comercials a través de les muntanyes. A finals de l'edat mitjana, aquesta regió pertanyia al Sacre Imperi Romanogermànic i, a causa de la seva importància estratègica, els emperadors Hohenstaufen li havien garantit la condició de reichsfrei (regne lliure) a principis del segle xiii. Com a regions  reichsfrei , els cantons (o regions) d'Uri, Schwyz i Unterwalden van quedar sota l'autoritat directa de l'emperador, però fora del control intermedi de senyors feudals, per la qual cosa gaudien d'una àmplia autonomia.
Amb l'auge de la dinastia dels Habsburg, els reis i ducs d'Habsburg tractaren d'estendre la seva influència sobre aquesta regió i situar-la sota el seu domini. En conseqüència es van produir conflictes entre els Habsburg i les comunitats de les muntanyes, que tractaven de defensar el seu estatus privilegiat com a regions reichsfrei. Els tres estats fundadors de l'Eidgenossenschaft suïssa , nom que va rebre la confederació, es van unir a principis del segle xiv a les ciutats estat de Lucerna, Zúric i Berna, i aconseguiren derrotar els exèrcits dels Habsburg en nombroses ocasions. També van treure partit que el Sacre Imperi Germànic, durant la major part del segle xiv, va estar sota la influència de la Casa de Luxemburg, que els considerava aliats potencials contra els Habsburg.
El 1460 els confederats controlaven la major part del territori al sud i l'oest del Rin fins als Alps i la serralada del Jura. A finals del segle xv i després de lliurar dues guerres, la confederació es va estendre fins a sumar tretze cantons (els Dreizehn Orte): a la Guerra de Borgonya de la dècada del 1470 els confederats van assegurar la seva hegemonia a la frontera occidental i la seva victòria en la guerra de Suàbia a 1499 contra els exèrcits de l'emperador Habsburg Maximilià I els va proporcionar la independència de facto de l'imperi. Durant la seva participació en les Guerres Italianes els suïssos van aconseguir el control sobre el Cantó de Ticino.
Al segle xiv van florir dues federacions similars en els Alps: en l'actual Cantó dels Grisons es va fundar la federació de les Tres Lligues (Drei Bunde), i en l'actual cantó del Valais, els Set Dècims (Sieben Zenden), que es van formar com a resultat dels conflictes amb la Casa de Savoia. Cap d'aquestes dues federacions va formar part de l'Eidgenossenschaft, però ambdues estaven estretament relacionades amb ella.

## Desenvolupament territorial

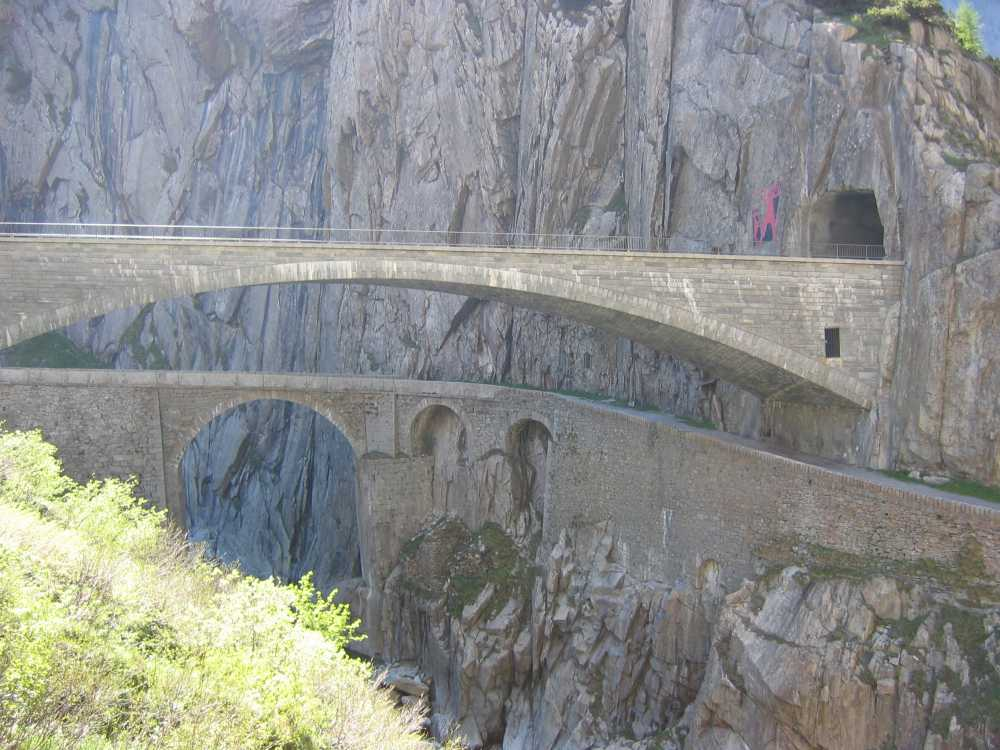
El Pont del Diable va ser construït al per completar la carretera sobre el Pas del Sant Gotard. El pont original va ser malmès per la guerra i destruït per una inundació el 1888. La imatge mostra el segon pont construït el 1826 i, sobre ell, el tercer pont, de 1958.

Sota la dinastia Hohenstaufen del Sacre Imperi Romanogermànic, les tres regions d'Uri, Schwyz i Unterwalden (els  Waldstätten  o "comunitats del bosc") havien aconseguit la Reichsfreiheit . Les dues primeres perquè els emperadors volien tenir l'estratègic Pas del Sant Gotard sota control directe i l'última perquè la major part del seu territori pertanyia a monestirs  reichsfrei . També havien guanyat aquest estatus les ciutats de Berna i Zuric en extingir la dinastia dels seus patrons, els Zähringen.
Quan Rodolf I d'Alemanya va ser elegit "Rei dels Germans" a 1273 va passar també a ser el senyor feudal directe d'aquestes regions  reichsfrei . Des d'aquest càrrec va exercir un domini estricte i va elevar els impostos per finançar guerres i adquisicions territorials, mesures que li van guanyar la impopularitat a la regió. Quan va morir, a 1291, el seu fill Albert I d'Habsburg es va veure involucrat en una guerra política amb Adolf de Nassau pel tron germànic, el que debilitar el govern dels Habsburg sobre els territoris alpins. Llavors van aparèixer insurreccions contra els Habsburg a Suàbia i Àustria, però van ser apaivagades ràpidament per Albert el 1291. Com que Zuric havia participat en aquestes revoltes Albert va assetjar la ciutat, que finalment va haver d'acceptar-lo com a patró.
Aquests temps tumultuosos van propiciar que els  Waldstätten  cooperessin més activament, per tal d'intentar preservar o recuperar la seva Reichsfreiheit. Uri i Schwyz van aconseguir que el seu estatus es reconfirmés per Adolf de Nassau a 1297. Adolf havia aconseguit arribar a rei perquè Albert, en principi el candidat més probable, no va ser elegit per la Dieta pel seu aspecte i les seves rudes maneres. No obstant això, l'any següent Albert va matar Adolf a la batalla de Göllheim, de manera que l'enemic natural dels cantons del bosc va ser proclamat emperador. En conseqüència, els estats del bosc van tornar a perdre el seu estatus privilegiat.

### Nucli

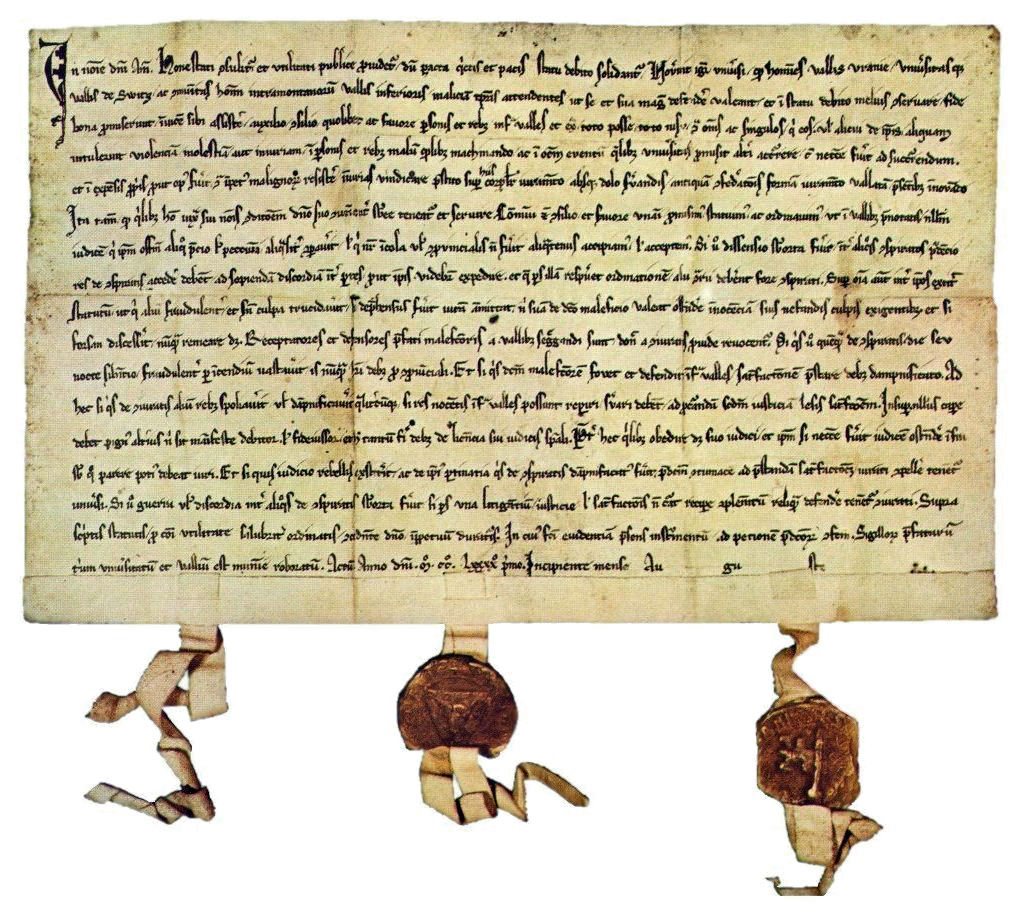
El pacte federal de 1291.

El Bundesbrief o pacte federal de 1291 es considera el document escrit més antic que es conserva de l'aliança entre Uri, Schwyz i Unterwalden, els cantons fundadors de l'Antiga Confederació Suïssa. La seva autenticitat està subjecta a controvèrsies, ja que la majoria dels historiadors involucrats consideren que va ser escrit algunes dècades més tard. És però probable que existís un contracte anterior entre les tres "comunitats del bosc", potser fins i tot des de temps de l'interregne. Després de la mort de l'emperador Albert I, el 1308, els emperadors germànics van procedir de la casa de Luxemburg (amb l'excepció de Lluís IV de Baviera) fins a 1438, van tornar a confirmar la Freibriefe de les tres comunitats i generalment van considerar el seu estatus com a reichsfrei, desitjosos de controlar directament el pas de Sant Gotard i de debilitar la posició de la casa rival d'Habsburg. Unterwalden va aconseguir finalment aquest estatus de la mà del successor d'Albert I, Enric VII el 1309. Això no va impedir als ducs d'Habsburg, originaris d'Argòvia, que intentessin adjudicar-se la sobirania sobre els territoris al sud del Rin
En la lluita per la corona del Sacre Imperi de 1314 entre el duc Frederic I d'Habsburg i el rei de Baviera Lluís IV, els Waldstätten es van alinear amb els Wittelsbach per por que els Habsburg intentessin annexar seus territoris de nou, com ja havia fet Rodolf I. Quan el conflicte llargament gestat entre Schwyz i l'abadia d'Einsiedeln es va desencadenar, els Habsburg van respondre enviant un poderós exèrcit de cavallers contra els pagesos per extingir la insurrecció, però l'exèrcit austríac del germà de Frederic, Leopold I d'Àustria, va ser finalment derrotat en la batalla de Morgarten de 1315. Després de la victòria, els tres cantons renovar la seva aliança i Lluís IV tornar a confirmar la seva Reichsfreiheit.

### Expansió delsAcht Orte
En els anys següents les tres comunitats (els seus territoris no corresponien encara a les àrees dels cantons moderns) van desenvolupar una lenta política d'expansió. Uri va pactar amb la vall d'Urseren el 1317. En 1332, la ciutat de Lucerna, en intentar arribar a la Reichsfreiheit per part dels Habsburg, es va unir a l'aliança. En 1351, aquestes quatre comunitats del bosc (Vier Waldstätten, un nom que roman en el nom alemany i català del Llac dels Quatre Cantons) es van unir a la ciutat de Zuric, on la ciutadania hauria aconseguit poder a causa de l'establiment de les Zunftordnung (lleis de gremi) i l'expulsió de la noblesa el 1336. La ciutat buscava també suport contra la ciutat habsburguesa de Rapperswil-Jona, que havia tractat d'enderrocar l'alcalde de Zuric Rudolf Brun el 1350. Amb l'ajuda dels seus nous aliats, Zuric va ser capaç de resistir el setge del duc Albert II d'Àustria. La campanya va ser tan reeixida que els confederats van arribar fins i tot a conquerir la ciutat de Zug i la vall de Glarus en 1352. No obstant això, en 1356 van haver de retornar tant Glarus com Zug als Habsburg a conseqüència de la signatura del tractat de Ratisbona. A canvi, l'emperador Carles IV de Luxemburg va reconèixer les Zunftordnung de Zuric i va confirmar el seu estatus de reichsfrei tot i haver prohibit qualsevol confederació interna en l'imperi en la seva Butlla d'Or, promulgada al gener d'aquell any. La Casa de Luxemburg afavoria els interessos dels confederats perquè veia en ells a un aliat contra la casa rival dels Habsburg.

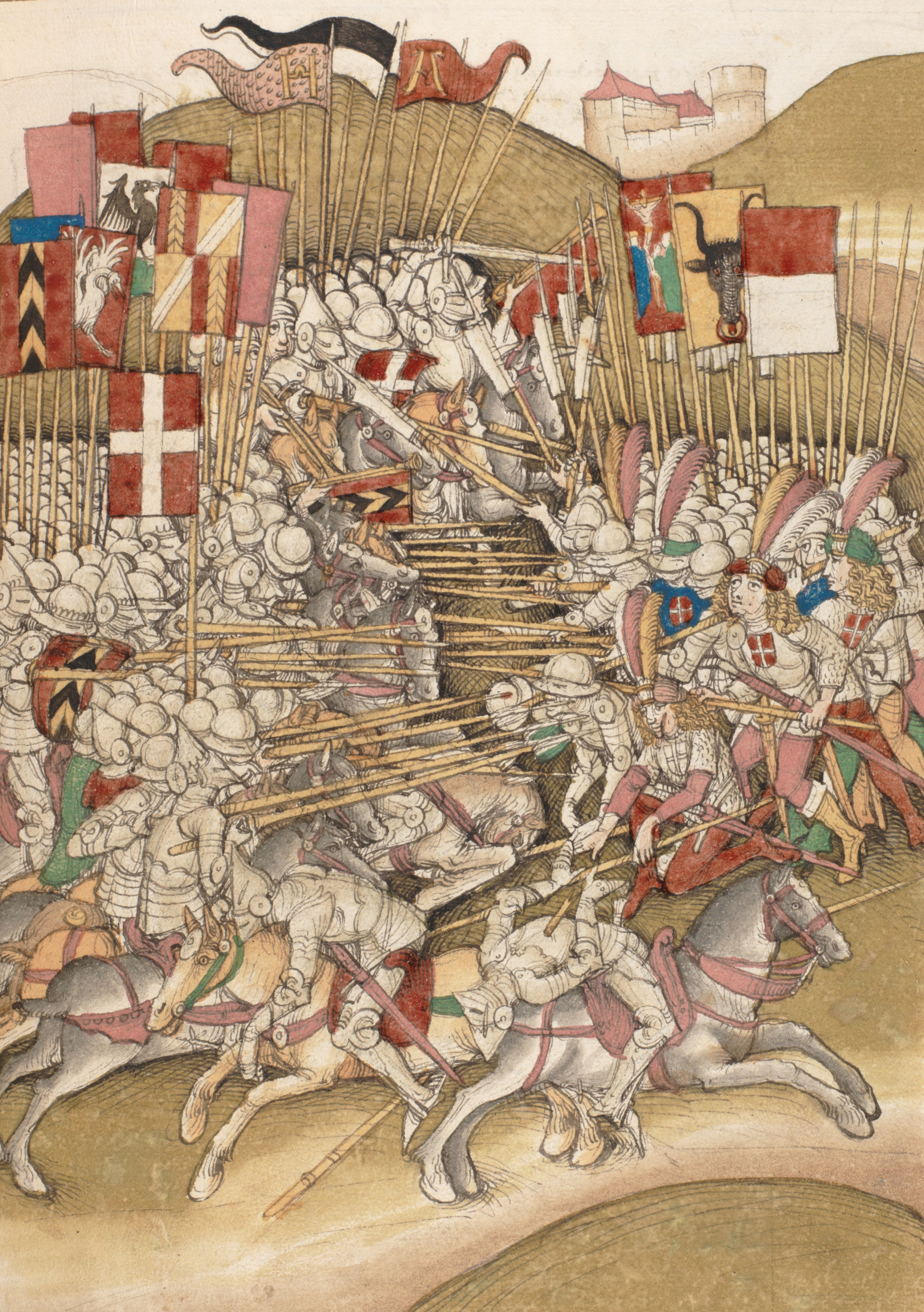
Il·lustració de finals del de la batalla de Laupen. Les forces confederades es mostren a la dreta.

L'Eidgenossenschaft havia signat aliances perpètues tant amb Glarus com amb Zug a 1352 i, per tant, aquesta data es considera el punt d'entrada d'aquests cantons a la confederació, encara que romanguessin sota control dels Habsburg durant uns quants anys més.
A l'oest, els Vier Waldstätten havien format una aliança amb la ciutat de Berna en 1321, i fins i tot enviat un destacament per ajudar les forces bernesa en la seva expansió territorial contra la Casa de Savoia i els Habsburg a la batalla de Laupen en 1339. En 1353, Berna va signar una aliança "eterna" amb la confederació, completant la "aliança dels vuit llocs" ( Bund der Acht Orte ).
Aquesta aliança dels Acht Orte no constituïa un estat homogeni, sinó més un conglomerat de vuit ciutats i territoris independents, que se sostenien no per un mateix pacte, sinó per una xarxa de sis pactes "eterns" diferents. Cadascuna de les vuit parts perseguiria els seus interessos particulars, especialment en el cas de les poderoses ciutats de Zuric i Berna. Zuric formava també part d'una aliança de ciutats situades al voltant del llac Constança que també incloïa Constança, Lindau i Schaffhausen, i durant algun temps va incloure a altres ciutats tan llunyanes com Rottweil o Ulm, i Berna seguia la seva pròpia política hegemònica, i participà successivament en diverses aliances amb altres ciutats com Friburg, Murten, Biel o Solothurn. Aquesta "Confederació Borgonya" bernesa va ser una successió d'aliances volàtils doncs. Per exemple, a la batalla de Laupen, Friburg va arribar a estar enfrontat a Berna. La posició de Berna després aquesta batalla es va tornar tan forta que les aliances acabaven sovint amb l'assimilació de l'aliat sota la dependència de Berna, com va passar, per exemple, amb Burgdorf i Payerne.

### Consolidació
En 1364, Schwyz reconquerir la ciutat de Zug i va renovar l'aliança l'any següent. A la dècada del 1380, Lucerna va expandir el seu territori de manera agressiva, conquerint Wolhusen, reclamant la sobirania de la vall de Entlebuch i Sempach, anteriorment situada sota el domini Habsburg. En represàlia Leopold III, duc d'Àustria va armar un exèrcit i es va enfrontar a l' Eidgenossenschaft  prop de Sempach en 1386, on seria decisivament derrotat i mort durant la batalla de Sempach. Aprofitant aquests esdeveniments, Glarus es va declarar independent i va constituir la seva primera Landsgeimende (dieta) el 1387. A la batalla de Näfels, de 1388, un exèrcit austríac sota el comandament d'Albert III d'Àustria, successor de Leopold, va ser derrotat i en el tractat de pau signat a l'any següent es va determinar que Glarus mantindria la seva independència dels Habsburg.
La folgada federació d'estats es va reforçar amb acords addicionals entre els signants. A la Pfaffenbrief de 1370, els sis estats signants (sense Berna ni Glarus) es van referir a si mateixos per primera vegada com una unitat territorial (unser Eydgnosschäft). Amb aquest document van assumir l'autoritat sobre els clergues i els van posar sota la seva legislació. A més, la Pfaffenbrief va prohibir els feus, i les parts es van comprometre a garantir la pau de la carretera de Zuric al Pas de Sant Gotard. Un altre tractat important va ser la Sempacherbrief  de 1393. No només va ser el primer document signat per les vuit parts dels Acht Orte (més l'associada Solothurn), sinó que a més va determinar que cap d'ells començaria una guerra sense el consentiment de la resta.
Els confederats van donar suport a la insurrecció d'Appenzell, que va començar el 1401, contra l'Abadia de Sankt Gallen i Frederic IV d'Habsburg, duc de Tirol i Àustria Anterior. Appenzel va passar a ser un protectorat dels Acht Orte en 1411, el que va acabar amb una pau de 50 anys amb Frederic IV el 1412.
L'emperador Segimon del Sacre Imperi Romanogermànic va expulsar Frederic IV el 1415 pel seu suport a l'antipapa Joan XXIII al Concili de Constança i va animar a altres a prendre les possessions del duc, entre les quals hi havia Argòvia. Després d'aconseguir que l'Emperador els garantís els seus privilegis (tots els cantons eren  reichsfrei) i un decret que inhabilitava el tractat de pau de 1412, els eidgenossen van conquerir Argòvia. Una gran part va acabar sota el control bernès, mentre que el Comtat de Baden seria administrat per la confederació com a propietat comuna fins al 1798. Només Fricktal va seguir sota el control dels Habsburg.
Al Valais, el conflicte entre el Bisbat de Sion i el Ducat de Savoia, que havia conduït a la separació el 1301 (el bisbat controlaria el Valais superior i els Savoia la part inferior), es va desencadenar de nou. Per dues vegades els Savoia ocuparien el Valais sencer, però les dues vegades serien derrotats. Els dos tractats de pau de 1361 i 1391 restablirien l'statu quo de 1301. Com a resultat d'aquestes lluites, els pobles del Valais superior es van organitzar en els Sieben Zenden ("7/10") al voltant de 1355, i acabarien aquestes guerres com a petits estats pràcticament independents: una situació similar a la dels cantons de l'Eidgenossenschaft.
En els Grisons, anomenats llavors Churwalchen , el bisbe de Chur i moltes famílies nobles locals van competir pel control de la regió, que comptava amb molts passos alpins. Al llarg del segle xiv van aparèixer tres lligues de comunitats lliures. La Gotteshausbund ("Lliga de la Casa de Déu"), que ocupava la zona de Chur i Engadin, es va fundar quan el bisbe va planejar el 1367 lliurar l'administració de la seva diòcesi als Habsburg. Va comprar la seva llibertat pagant el deute del bisbe i en les dècades següents va incrementar el seu control sobre l'administració del bisbat, fins que el regent del bisbe va ser deposat el 1452. A la vall superior del Rin es va fundar la  Grauer Bund  ("Lliga Grisa") en 1395 sota la direcció de l'abat de l'Abadia de Disentis, i incloïa no només les comunitats de camperols sinó també la noblesa local, el que va acabar amb el feu d'aquesta última. Pel volts del 1424 la Lliga Grisa estava dominada per les comunitats lliures, i va establir uns estatuts més democràtics.
L'expansió transalpina de la Confederació va començar amb l'adquisició de la Levantina el 1403. El 1419, els cantons suïssos d'Uri i Unterwalden van comprar la ciutat fortificada de Bellinzona a la Casa de Sax, però sense poder defensar-la adequadament van rebutjar una proposta del ducat de Milà per comprar-la el 1422 i una força de Felip Maria Visconti comandada per Francesco Bussone da Carmagnola va atacar i derrotar la guarnició suïssa i va ocupar la ciutat, i l'intent suís de recuperar-la va suposar la derrota suïssa a la batalla d'Arbedo el 1422. El 1426 Ottolino Zoppo va pactar la pau entre el ducat de Milà i la Confederació Suïssa recuperant la frontera al pas del Sant Gotard.

### Crisi interna
Les relacions entre els cantons individuals de la confederació no estaven lliures de tensions. Es va evitar amb prou feines un primer topada entre Berna i els  Vier Waldstätten  a causa del conflicte de Raron (Berna donava suport als barons de Raron, mentre que els cantons del bosc s'alineaven amb els Sieben Zenden) Valais superior. Els barons locals de Raron es van situar com la família dominant del Valais superior a finals del segle xiv i van competir amb el bisbe de Sion pel control de vall. Quan l'emperador Segimon els va nomenar comtes en 1413 i va ordenar al bisbe que lliurés els seus territoris als Von Raron el 1414 es va desencadenar una revolta. Per a l'any següent ambdós contendents havien perdut, ja que els Von Raron no van aconseguir expulsar el bisbe, que com a contrapartida havia concedit grans privilegis als Sieben Zenden mitjançant la signatura del Tractat de Seta del 1415.
L'Antiga Guerra de Zuric, que va començar com una disputa sobre la successió del comte de Toggenburg, va ser una prova més seriosa per a la unitat dels Acht Orte. Zuric no acceptava les reivindicacions de Schwyz i Glarus, que estaven recolzats per la resta dels cantons, i el 1438 va declarar un embargament, amb la qual cosa interrompia el subministrament de gra. La resta de membres de la confederació van expulsar Zuric d'aquesta en 1440 i li van declarar la guerra. En represàlia, Zuric va pactar amb els Habsburg en 1442. La resta de cantons van envair Zuric i van assetjar la ciutat, però van ser incapaços de capturar-la. En 1446 ambdues parts contendents estaven exhaustes i es va signar una pau preliminar. El 1450, les dues parts van signar la pau definitiva i Zuric va ser admesa de nou a la confederació, però va haver de dissoldre la seva aliança amb els Habsburg. Aquest conflicte és significatiu, ja que demostra que la confederació havia crescut fins a formar una aliança política tan estreta que no tolerava tendències separatistes dels seus membres.
El final de la dinastia dels comtes de Toggenburg el 1436 va tenir també efectes en els Grisons. En els seus antics territoris de Prättigau i Davos, els (inicialment onze, després de la fusió només deu) pobles van fundar la Zehngerichtebund ("Lliga de les Deu jurisdiccions"). Per 1471, les tres lligues juntament amb la ciutat de Chur, havien format una federació d'estrets llaços, basada en l'assistència militar i pactes de lliure comerç entre les parts, que incloïa una dieta federal comú: les  Drei Bunde  (Tres Lligues) havien nascut, encara que l'aliança no es conclouria oficialment en forma de contracte escrit fins a 1524.

### Expansió posterior
A la segona meitat del segle xv la confederació va expandir els seus territoris. Al nord, les ciutats anteriorment controlades pels Habsburg de Schaffhausen i Stein am Rhein havien passat a ser reichsfrei el 1415, després de l'expulsió de Frederic IV. Les dues ciutats, d'importància estratègica -oferien els dos únics ponts fortificats sobre el Rin entre Constança i Basilea-no només estaven enfrontades amb els barons de la veïna Hegau sinó també es trobaven sota la pressió dels ducs d'Habsburg, que buscaven reintegrar les ciutats sota el seu domini. L'1 juny 1454 Schaffhausen va passar a ser un membre associat (Zugewandter Ort) de la confederació a aliar-se amb sis dels vuit cantons (Uri i Unterwalden no van participar). Amb l'ajuda dels confederats van repel·lir un exèrcit de 2.000 homes dels Habsburg a l'est de Thayngen. Stein am Rhein va pactar una aliança semblant el 6 de desembre de 1459.
La ciutat de Sankt Gallen havia passat a ser lliure el 1415, però mantenia un conflicte amb el seu abat, que va intentar que caigués sota la seva influència. Però com els ducs d'Habsburg van ser incapaços de donar-li cap mena de suport, es va veure forçada a demanar ajuda als confederats, i l'abadia va passar a ser un protectorat de la confederació el 17 d'agost de 1451. La ciutat va ser acceptada com a estat associat el 13 de juny de 1454. Friburg, una altra ciutat dels Habsburg, va passar a estar controlada pel Duc de Savoia durant la dècada de 1440 i va haver d'acceptar el duc com al seu senyor el 1452. No obstant això, també es va aliar amb Berna a 1454, passant a ser un estat associat. Dues ciutats que van demanar ajuda als  Eidgenossen  contra els Habsburg van ser Rottweil, que va passar a ser estat associat el 18 de juny de 1463 i Mulhausen, que va fer el mateix el 17 de juny de 1466, mitjançant una aliança amb Berna (i Solothurn). A Rapperswil, un enclavament habsburg al Llac de Zuric dins el territori confederat, un cop d'estat de 1458 favorable a la confederació va portar a la ciutat a ser un protectorat de l'Eidgenossenschaft el 1464.
El duc Segimon d'Àustria es va veure embolicat en una lluita pel poder amb el Papa Pius II pel nomenament d'un bisbe a Tirol el 1460. Quan el duc va ser expulsat pel Papa es va produir una situació similar a la de 1415. La confederació es va aprofitar dels problemes dels Habsburg i va conquerir Turgòvia i la regió de Sargans a la tardor de 1460, que van passar a ser propietats administrades en comú. En un tractat de pau de l'1 de juny de 1461, el duc no va tenir més alternativa que acceptar la nova situació.
Els suïssos també van mostrar interès a estendre la seva influència al sud dels Alps per assegurar la ruta comercial a través del Pas de Sant Gotard cap a Milà. En 1331 van començar a estendre la seva influència mitjançant acords pacífics, però en el segle XV es van involucrar militarment. El 1403 l'Alta Leventina, la vall al sud del pas, va passar a ser un protectorat d'Uri. Durant tot el segle xv es va produir una lluita de resultats variables entre els suïssos i el Ducat de Milà. El 1439 Uri va assumir el control complet de l'Alta Leventina, regió sobre la qual el Ducat de Milà va abandonar les seves reivindicacions dos anys més tard. Els suïssos van conquerir violentament dues vegades l'actual Cantó de Ticino i la vall d'Ossola, però les dues vegades van ser reconquerits pels milanesos tots els territoris, excepte Leventina. Les dues vegades els suïssos van aconseguir, malgrat la seva derrota, negociar tractats de pau favorables als seus interessos.

### Les Guerres de Borgonya

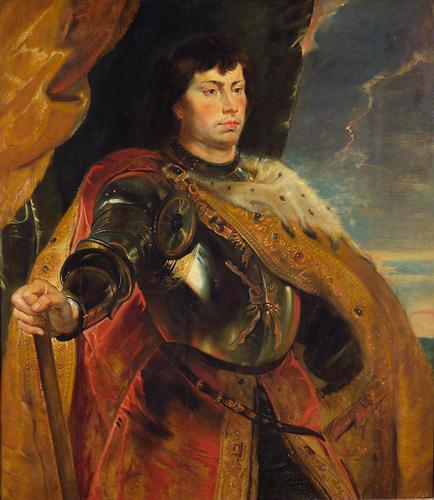
Carles I de Borgonya.

La Guerra de Borgonya van ser un conflicte entre la Dinastia Valois i la Casa d'Habsburg. L'expansionisme agressiu de Carles I de Borgonya, el va enfrontar al rei Lluís XI de França i l'emperador Frederic III d'Habsburg. Els embargaments polítics contra les ciutats de Basilea, Estrasburg i Mülhausen li van fer anar a Berna a la recerca d'ajuda.
Els conflictes van culminar el 1474, després de la signatura d'un tractat de pau per part de Segimon d'Àustria i els confederats en Constança (més tard anomenat Ewige Richtung). Els confederats, units a les ciutats alsacianes ja Segimon en una "lliga contra Borgonya", van conquerir part de la Jura burgundis (el Franc Comtat) i, l'any següent, forces Bernese conquerir i arrasar el Vaud, que pertanyia al Ducat de Savoia, aliat amb Carles I de Borgonya. Els  Sieben Zenden , amb l'ajuda de Berna i altres forces confederades, van expulsar els de Savoia del baix Valais després d'una victòria a la batalla de La Planta el novembre de 1475. En 1476 Carlos contraatacar i va marxar cap a Grandson amb el seu exèrcit, però va patir tres grans derrotes seguides. Primer a la batalla de Grandson, més tard a la batalla de Murten i finalment en la batalla de Nancy, on va morir el 1477 mentre lluitava contra la conjunció dels confederats i un exèrcit de Renat II de Lorena. Hi ha un proverbi que resumeix aquests esdeveniments de la següent manera:  "Bi Grandson s'Guet, bi Murta de Muet, bi Nancy s'Bluet" (hat de Karl de Küeni verloore)  ("(Carles el Temerari va perdre) els seus béns a Grandson, la seva temeritat a Murten i la seva sang a Nancy ").
Com a resultat de les Guerres de Borgonya, la dinastia dels Ducs de Borgonya es va extingir. Berna va tornar el Vaud al Duc de Savoia a canvi d'un rescat de 50.000 florins holandesos el 1476, i va vendre les seves reivindicacions sobre el Franc Comtat a Lluís XI de França per 150.000 florins el 1479. Els confederats només van retenir sota el seu control petits territoris a l'est de la serralada del Jura, especialment Grandson i Murten, com a dependències comuns de Berna i Friburg. Valais, però, seria independent a partir de llavors, i Berna reconquistaria Vaud el 1536. Mentre que els efectes territorials de les Guerres de Borgonya van ser menors, van marcar l'inici de l'ocupació dels mercenaris suïssos en els camps de batalla europeus.

### Mercenaris suïssos
En les Guerres de Borgonya, els soldats suïssos s'havien guanyat a reputació de ser gairebé invencibles, i els seus serveis mercenaris van ser requerits cada vegada amb més freqüència per les potències europees de l'època. D'aquesta manera, els soldats entrenats en les batalles per la independència dels seus territoris, dels reis i els emperadors, van passar a lluitar al servei dels grans senyors a canvi d'una paga.
Poc després de les Guerres de Borgonya, els cantons van establir acords individuals per a la contractació de mercenaris amb molts interessats, incloent-hi el Papa - La Guàrdia suïssa papal es va fundar el 1505 i va començar a operar l'any següent. Es van signar més contractes amb França (una guàrdia suïssa de mercenaris seria destruïda en l'assalt del Palau de les Teuleries a París el 1792), el Ducat de Savoia, Àustria i altres. Els mercenaris suïssos tindrien un paper inicialment important, però més tard secundari, en els camps de batalla d'Europa fins a finals del segle xviii.
Les forces suïsses es van veure aviat involucrades en les Guerres d'Itàlia entre els Valois i els Habsburg pel control del nord d'Itàlia. Quan el poder del Ducat de Milà es va esvair a causa d'aquestes guerres els suïssos van aconseguir finalment el control del Ticino complet. El 1500 van ocupar les fortaleses d'importància estratègica de Bellinzona, que el rei Lluís XII de França, que governava Milà en aquella època, va cedir definitivament el 1503. De 1512 en endavant, els confederats van lluitar en el bàndol del Papa Juli II i la seva Lliga Santa contra els francesos en els territoris al sud dels Alps. Després d'alguns èxits primerencs, i després d'haver conquerit gran part del territori del Ducat de Milà, van ser derrotats finalment per l'exèrcit francès a la batalla de Marignano el 1515, la qual cosa va posar fi a les intervencions militars de la confederació, exceptuant els serveis mercenaris sota banderes estrangeres. El resultat d'aquestes maniobres va ser l'obtenció del Ticino com a regió administrativa comú de la confederació i l'ocupació de la vall del riu Adda (Veltin, Bormio i Chiavenna) per les  Drei Bunde , que seguirien depenent dels Grisons fins al 1797, amb una breu interrupció durant la Guerra dels Trenta Anys.

### ElsDreizehn Orte
Tant Friburg com Solothurn, que havien participat en les Guerres de Borgonya, volien unir-se a la confederació després de la guerra, el que hauria desequilibrat la balança a favor dels cantons urbans. Els cantons rurals s'hi van oposar fortament. El 1477 van fer una marxa cap a les ciutats en com a protesta.
A Stans va tenir lloc una Tagsatzung per resoldre el contenciós en 1481, però la guerra semblava inevitable. Un ermità local, Nicolau de Flüe, va ser consultat sobre la situació. Va demanar que es transmetés un missatge als membres de la Tagsatzung de part seva. Els detalls del missatge no han arribat fins als notres dies, però el que és cert és que va calmar els temperaments. Friburg i Solothurn van ser admesos a la confederació.
Temps després que s'establissin pactes bilaterals aïllats entre les lligues dels Grisons i alguns cantons de la confederació des de principis del segle xv, la federació de les Tres Lligues en conjunt va passar a ser un estat associat de la confederació el 1498, en signar aliances amb els set cantons orientals.
Quan els confederats van refusar acceptar les resolucions de la Dieta Imperial de 1495 a Worms, es va desencadenar la guerra de Suàbia (Schwabenkrieg, o Schweizernkrieg a Alemanya) el 1499, enfrontant a la confederació a la Lliga de Suàbia i l'emperador Maximilià I d'Habsburg. Després d'algunes batalles als voltants de Schaffhausen, al Vorarlberg austríac i en els Grisons, on els confederats van collir més victòries que derrotes, la batalla de Dornach, en què va morir el comandant de l'Emperador, va posar fi a la guerra. El setembre de 1499 es va signar un tractat de pau a Basilea que establia la independència de facto de l'Eidgenossenschaft, tot i que seguiria sent nominalment part del Sacre Imperi Romanogermànic fins després de la Guerra dels Trenta Anys i no es va incloure en el sistema de Cercles Imperials en 1500.
Com a conseqüència directa de la Guerra de Suàbia, els estats prèviament associats de Basilea i Schaffhausen es van unir a la confederació el 1501. El 1513, Appenzell va seguir el mateix camí, i va passar a ser el tretzè membre. Les ciutats de Sankt Gallen, Biel/Bienne, Mülhausen i Rottweil, així com les Tres Lligues en els Grisons van ser associats de la confederació (Zugewandte Orte). Valais seria un estat associat el 1529.

### Mites i llegendes
Els esdeveniments descrits en la saga de Guillem Tell, que haurien tingut lloc al voltant de 1307, no estan recolzats per evidències històriques. Aquest relat, com la de Rütlischwur (el jurament del Rütli), un prat sobre el Llac Lucerna, sembla datar de finals del segle xv, i formar part d'una col·lecció de relats populars de 1470, el Weisse Buch von Sarnen. Es considera generalment una glorificació fictícia de les lluites de la independència dels Waldstätten.
La llegenda d'Arnold von Winkelried apareix registrada a mitjan segle xvi, les primeres cròniques de la batalla de Sempach no li esmenten. Es diu que Winkelried va obrir una bretxa en les línies de la infanteria austríaca llançant-se cap a les seves llances i tombant els enemics amb el seu cos, de manera que els confederats van poder atacar a través de l'obertura.

## Desenvolupament social
Els canvis soferts al voltant del segle xiii van exercir una profunda influència en la societat. Gradualment, la població de serfs va esdevenir una agrupació de camperols lliures i ciutadans. A les ciutats -que eren petites, segons els criteris actuals, ja que Basilea tenia 10.000 habitants mentre que Zuric, Berna, Lausana i Friburg tenien uns 5.000 cadascuna- el desenvolupament va ser natural, i els senyors feudals aviat les van dotar d'una certa autonomia, en particular sobre la seva administració interna. A principis del segle xiv els artesans de les ciutats van començar a formar gremis i van prendre el control polític, especialment a les ciutats situades al llarg del Rin, com a Alsàcia, Basilea, Schaffhausen, Zurich o Chur. (Però no, per exemple, a Berna o Lucerna- o, a Frankfurt- on una aristocràcia forta va inhibir aquest desenvolupament). Les ciutats gremials tenien una estructura relativament democràtica, amb el govern d'un concili elegit pels ciutadans.
A les àrees rurals la població en general gaudia de menys llibertats, però alguns senyors van dur a terme la colonització d'àrees remotes atorgant privilegis als pioners. Un moviment de colonització bastant conegut va ser el de Walser, del Valais als Grisons, que va produir assentaments en alguns valls al segle xiv. A les àrees muntanyoses, la comunitat dirigia comunament l'explotació dels camps comuns, els Alps i els boscos (importants com a protecció contra allaus). Les comunes de la vall cooperaven estretament i van començar a comprar propietats als terratinents de la noblesa o simplement a desposseir-los de les seves terres per la força. Es van formar dietes regionals, les Landsgmeinden, per tractar l'administració de les comunes, i també s'utilitzaven com a tribunal superior i per escollir representants, els Landamann.

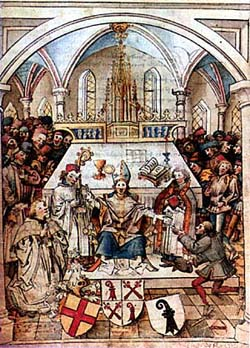
Representació contemporània de la cerimònia d'inauguració de la Universitat de Basilea a la Catedral de Basilea el 4 d'abril de 1460.

Si bé tant els ciutadans pobres com els rics i els camperols tenien els mateixos drets (encara que no el mateix estatus), no tots eren iguals. Els emigrants que arribaven a una ciutat no tenien drets polítics i eren anomenats Hintersassen. En àrees rurals, havien de pagar per treballar les terres comuns. Només se'ls garantien plens drets quan adquirien la ciutadania, qüestió que no depenia només de la seva riquesa (ja que havien de comprar la ciutadania), sinó que a més havien d'haver viscut per algun temps, especialment si vivien en àrees rurals.
Les ciutats van seguir una política d'expansió territorial per aconseguir el control de les àrees rurals circumdants, de les quals depenien, emprant el poder militar o, sovint, mitjans més subtils com la compra de les seves terres, o l'acceptació com a ciutadans dels serfs (alliberant-los per tant:  "Stadtluft macht frei"  - "l'aire de la ciutat allibera") d'un senyor feudal. Els pagesos posseïen la seva terra, els pobles administraven les seves propietats comuns i els pagesos participaven com a jurat a la cort de la ciutat. Havien, però, de servir militarment a la ciutat, la qual cosa incloïda, d'altra banda, el dret a posseir les seves pròpies armes.
Basilea va passar a ser el centre educatiu i científic en la segona meitat del segle xv. La ciutat va albergar el Concili de Basilea de 1431-1447 i, el 1460, es va fundar la Universitat de Basilea que atrauria a molts pensadors notables, com Erasme o Paracels.

### Economia
La població dels cantons era d'unes 600.000 ànimes al voltant del 1400 i va créixer fins a 800.000 pels volts del 1500. La producció de gra era suficient només en algunes de les regions menys elevades, mentre que la major part del territori depenia de la importació de blat, civada o ordi. En els Alps, on la collita de gra sempre va ser particularment baixa a causa del clima, es va produir una transició cap a la producció de formatge i mantega de llet de vaca. A mesura que les carreteres van millorar i es van tornar més segures, va créixer el comerç entre les ciutats.
Les ciutats tenien mercats i centres de comerç d'importància, i es trobaven en les carreteres que travessaven els Alps. Es va desenvolupar la manufactura tèxtil, sobretot a Sankt Gallen. El formatge (especialment l'emmental i el Gruyère) va ser un producte molt exportat. Les exportacions de les ciutats suïsses arribaven a gran distància, fins al Llevant i Polònia.
Al segle xv, els serveis mercenaris van passar a ser un important factor econòmic. El Reisläuferei (servei mercenari), atreia nombrosos joves aventurers suïssos que veien en ell una manera d'escapar a la pobresa de les seves llars. Les pagues no només eren rebudes pels els mercenaris, sinó que els seus cantons originaris també rebien una part, i el Reisläuferei, tot i ser fortament criticat en l'època per disminuir els recursos humans de la confederació, es va tornar popular entre els joves pagesos dels cantons rurals.

### Organització política
Inicialment, l'Eidgenossenschaft no estava unida per un pacte singular, sinó per conjunt complet de pactes solapats i tractats bilaterals separats entre diversos membres, d'exigències mínimes. Les parts generalment acordaven lluitar per preservar la pau en els seus territoris, ajudar-se amb els contenciosos militars i definir un cert arbitratge per a les seves disputes. La Sempacherbrief de 1393 va ser el primer tractat que va unir els vuit cantons i, per tant, establir una assemblea federal. La Tagsatzung es va desenvolupar al segle xv. El segon tractat d'unificació seria l'Stans Verkommnis de 1481.
El Tagsatzung es reunia normalment moltes vegades a l'any. Cada cantó delegava el seu vot en dos representants, la qual cosa normalment incloïa també els estats associats. Inicialment, el cantó on es reunien els delegats presidia la trobada, però en el segle xvi Zuric va assumir la presidència (Vorort) de forma permanent, i Baden va passar a ser el lloc de trobada.
El Tagsatzung tractava tots els assumptes entre cantons i exercia també com a cort d'arbitratge on dirimir les disputes entre els estats membres, o també era el lloc on sancionar els membres que dissentien, com va passar a la Vella Guerra de Zuric. També organitzava i supervisava l'administració de les propietats comuns, com el Comtat de Baden, Freiamt, el Cantó de Turgòvia, la vall del Rin entre el llac Constança i Chur o les del Cantó de Ticino. Els administradors d'aquestes propietats comunes exercien el seu càrrec durant dos anys, i pertanyien cada període a un cantó diferent.
Malgrat el seu caràcter informal (no hi havia una base legal formal que descrigués les competències), els Tagsatzung eren un important instrument dels inicialment vuit, i més tard tretze cantons, per decidir sobre matèries intercantonals. També va demostrar ser un important instrument en el desenvolupament del sentiment d'unitat entre cantons de vegades molt individualistes. Lentament, es van anar definint com l'Eidgenossenschaft i es van anar considerant a si mateixos com a tretze estats separats amb febles llaços d'unió.